# Cruzados (FAA)
Cruzados es un equipo de fútbol americano de Argentina, miembro desde 2005 de la Liga de Football Americano Argentina que se conforma por seis equipos actualmente. Los Cruzados se integran en la denominada Conferencia Norte.
Desde 2006 su entrenador es Luis Jiménez natural de México, quien fuera electo en 2007 como entrenador en jefe del seleccionado nacional de Argentina denominados Halcones.
En el 2008 el equipo logra jugar por primera vez los Playoff y llegar a la final, la cual es ganada por 36-26 sobre Jabalíes, logrando así el Tazón Austral IV.
Durante el 2009, el equipo de Cruzados jugó lo que hasta ahora fue su mejor temporada. Perdió solo el primer partido de la temporada regular contra Tiburones, ganando luego los 8 partidos restantes (una fecha contra Jabalíes no se jugó) más los de 2 de postemporada (26 - 0 y 38 - 13) obteniendo así su segundo título consecutivo (algo nunca antes logrado en la Liga Football Americano Argentina), el Tazón Austral V.
Durante el 2010, Cruzados logró la marca de más partidos consecutivos ganados en partidos oficiales (temporada regular + playoff + finales), llegando al número de 15 encuentros (desde la primera fecha de la temporada 2009 frente a Tiburones hasta su encuentro N.º 6 donde fue derrotado por el equipo Corsarios por 17 - 14). También logró la mayor marca de puntos en un partido para un equipo (hasta el 2013): 54 y la mayor diferencia en el triunfo frente a Corsarios por 54-15 (hasta 2013): 39.
Durante el 2013, Cruzados logró superar la marca de mayor diferencia en el triunfo frente a Osos Polares al vencerlo por 49-7: 42. También logra su tercer Tazón, siendo hasta el momento el equipo con más Tazones obtenidos.
Durante el 2014, Cruzados, luego del triunfo frente a Legionarios 29-0, logra su triunfo número 50 estableciendo una nueva marca. Luego del triunfo frente a Osos Polares por 53-13 logra superar los 1500 puntos en temporada regular.
Durante el 2019, Cruzados sufrió la peor derrota de su historia con blanqueada incluida: 0-50 versus Corsarios.

## Historial
| Temporada regular | Temporada regular | Temporada regular | Temporada regular |  | Playoffs | Playoffs |
|                   | G                 | P                 | E                 |  | G        | P        |
| Corsarios         | 10                | 22                | 2                 |  | 1        | 2        |
| Jabalíes          | 13                | 24                | 0                 |  | 2        | 4        |
| Legionarios       | 19                | 12                | 1                 |  | 3        | 1        |
| Osos Polares      | 24                | 13                | 1                 |  | -        | -        |
| Tiburones         | 20                | 17                | 0                 |  | 5        | 0        |
| ----------------- | ----------------- | ----------------- | ----------------- |  | -------- | -------- |

## Jugadores e historia
Miembros originales:
| Aguelakakis, Nicolás | Amadio, Omar        | Ayala, Sergio | Ciruzzi, Diego   | Dos Santos Claro, Pablo |
| Figueroa, Hernán     | González, Guillermo | Irusta, Juan  | Irusta, Santiago | Lalin, Santiago         |
| Ralek, Marcos        | Roman, Lucas        |               |                  |                         |
| -------------------- | ------------------- | ------------- | ---------------- | ----------------------- |
Draft 2005
1.ª ronda: Moneta, Juan
2.ª ronda: Croce, Marcelo
3.ª ronda: Palacio, Santiago
Incorporaciones extras 2005:
Andrade, Hernán
Plantel 2005
| Amadio, Omar | Andrade, Hernán | Ciruzzi, Diego | Figueroa, Hernán  | González, Guillermo |
| Irusta, Juan | Lalin, Santiago | Moneta, Juan   | Palacio, Santiago | Roman, Lucas        |
| ------------ | --------------- | -------------- | ----------------- | ------------------- |
Incorporaciones extras 2006:
De la Rosa, Raúl
Draft 2006
1.ª Ronda: Vasil, Mospan
1.ª Ronda: Ibarra, Mario
2.ª Ronda: Calvo, Nicolás
3.ª Ronda: Cohen, Mitch
4.ª Ronda: Ganduglia, Emanuel
5.ª Ronda: Saettone, Nicolás
Incorporaciones extras mitad de temporada 2006:
Crespo, Nicolás
Crespo, Tomás
Becerra, Martín
Lucconi, Martín
Valicente, Alan
Mosqueira, Eber
Bajas 2006:
| Jugador        | Destino |
| Croce, Marcelo | Retiro  |
| Moneta, Juan   | Retiro  |
| -------------- | ------- |
Plantel 2006
| Amadio, Omar       | Andrade, Hernán     | Becerra, Martín   | Calvo, Nicolás   | Ciruzzi, Diego    |
| Cohen, Mitch       | Crespo, Nicolás     | Crespo, Tomás     | De la Rosa, Raúl | Figueroa, Hernán  |
| Ganduglia, Emanuel | González, Guillermo | Ibarra, Mario     | Irusta, Juan     | Lalin, Santiago   |
| Lucconi, Martín    | Mosqueira, Eber     | Palacio, Santiago | Roman, Lucas     | Saettone, Nicolás |
| Vasil, Mospan      |                     |                   |                  |                   |
| ------------------ | ------------------- | ----------------- | ---------------- | ----------------- |
Franquicias 2007:
Espetch, Ramiro
Okopny, Marquiano
Pereira, Esteban
Fassi, Leandro
Draft 2007:
1.ª ronda: Mihelj, Sebastián
2.ª ronda: Bongiovanni, Hernán
2.ª ronda: Haberl, Thomas
3.ª ronda: Fraile, Leonardo
4.ª ronda: Crivelli, Agustín
Bajas 2007:
| Jugador          | Destino     |
| Andrade, Hernán  | Legionarios |
| Calvo, Nicolás   | Legionarios |
| Cohen, Mitch     | Legionarios |
| Figueroa, Hernán | Tiburones   |
| Vasil, Mospan    | Legionarios |
| ---------------- | ----------- |
Plantel 2007
| Amadio, Omar      | Becerra, Martín    | Bongiovanni, Hernán | Ciruzzi, Diego    | Crivelli, Agustín |
| Crespo, Nicolás   | Crespo, Tomás      | De la Rosa, Raúl    | Espetch, Ramiro   | Fassi, Leandro    |
| Fraile, Leonardo  | Ganduglia, Emanuel | González, Guillermo | Haberl, Thomas    | Ibarra, Mario     |
| Irusta, Juan      | Lalin, Santiago    | Lucconi, Martín     | Mihelj, Sebastián | Mosqueira, Eber   |
| Okopny, Marquiano | Palacio, Santiago  | Pereira, Esteban    | Roman, Lucas      | Saettone, Nicolás |
| Valicente, Alan   |                    |                     |                   |                   |
| ----------------- | ------------------ | ------------------- | ----------------- | ----------------- |
Franquicias 2008:
Fracchia, Fernando
Fracchia, Alejandro
Cisneros, Carlos
Altas 2008:
| Jugador               | Origen      |
| Dotti, Cristian       | Legionarios |
| Pérez Curiel, Joaquín | Corsarios   |
| --------------------- | ----------- |
Draft 2008:
2.ª ronda: Mardenlli, Jorge Daniel
Bajas 2008:
| Jugador         | Destino   |
| Becerra, Martín | Corsarios |
| Fassi, Leandro  | Retiro    |
| Lucconi, Martín | Retiro    |
| Mosqueira, Eber | Retiro    |
| Valicente, Alan | Retiro    |
| --------------- | --------- |
Plantel 2008
| Amadio, Omar        | Bongiovanni, Hernán | Cisneros, Carlos  | Ciruzzi, Diego     | Crivelli, Agustín       |
| Crespo, Nicolás     | Crespo, Tomás       | Dotti, Cristian   | De la Rosa, Raúl   | Espetch, Ramiro         |
| Fracchia, Alejandro | Fracchia, Fernando  | Fraile, Leonardo  | Ganduglia, Emanuel | González, Guillermo     |
| Haberl, Thomas      | Ibarra, Mario       | Irusta, Juan      | Lalin, Santiago    | Mardenlli, Jorge Daniel |
| Mihelj, Sebastián   | Okopny, Marquiano   | Palacio, Santiago | Pereira, Esteban   | Pérez Curiel, Joaquín   |
| Roman, Lucas        | Saettone, Nicolás   |                   |                    |                         |
| ------------------- | ------------------- | ----------------- | ------------------ | ----------------------- |
Franquicias 2009:
Sosa, Alejandro
Vanderland, Martín
González Piña, Rodrigo
Draft 2009:
1.ª ronda: Jali, Pablo
2.ª ronda: Botto, Víctor Emanuel
Bajas 2009:
| Jugador            | Destino |
| Amadio, Omar       | Retiro  |
| Crespo, Tomás      | Retiro  |
| Ganduglia, Emanuel | Retiro  |
| Okopny, Marquiano  | Retiro  |
| Pereira, Esteban   | Retiro  |
| ------------------ | ------- |
Plantel 2009
| Amadio, Omar      | Bongiovanni, Hernán     | Botto, Víctor Emanuel | Cisneros, Carlos   | Ciruzzi, Diego        |
| Crivelli, Agustín | Crespo, Nicolás         | Crespo, Tomás         | Dotti, Cristian    | De la Rosa, Raúl      |
| Espetch, Ramiro   | Fracchia, Alejandro     | Fracchia, Fernando    | Fraile, Leonardo   | González, Guillermo   |
| González, Rodrigo | Haberl, Thomas          | Ibarra, Mario         | Irusta, Juan       | Jali, Pablo           |
| Lalin, Santiago   | Mardenlli, Jorge Daniel | Mihelj, Sebastián     | Palacio, Santiago  | Pérez Curiel, Joaquín |
| Roman, Lucas      | Saettone, Nicolás       | Sosa, Alejandro       | Vanderland, Martín |                       |
| ----------------- | ----------------------- | --------------------- | ------------------ | --------------------- |
Franquicias 2010:
Arrighi, Damián
Morán, Francisco
Pérez Molina, Ariel
Seisdedos, Guido
Draft 2010:
1.ª ronda: Sudiro Maltauro, Franco
2.ª ronda: Reyes, Eduardo
Bajas 2010:
| Jugador                | Destino  |
| De la Rosa, Raúl       | Retiro   |
| Fraile, Leonardo       | Retiro   |
| González Piña, Rodrigo | Retiro   |
| Palacio, Santiago      | Stand By |
| ---------------------- | -------- |
Plantel 2010
| Arrighi, Damián     | Bongiovanni, Hernán     | Botto, Víctor Emanuel | Cisneros, Carlos    | Ciruzzi, Diego        |
| Crivelli, Agustín   | Crespo, Nicolás         | Espetch, Ramiro       | Fracchia, Alejandro | Fracchia, Fernando    |
| González, Guillermo | Haberl, Thomas          | Ibarra, Mario         | Irusta, Juan        | Jali, Pablo           |
| Lalin, Santiago     | Mardenlli, Jorge Daniel | Mihelj, Sebastián     | Morán, Francisco    | Pérez Curiel, Joaquín |
| Pérez Molina, Ariel | Reyes, Eduardo          | Roman, Lucas          | Saettone, Nicolás   | Seisdedos, Guido      |
| Sosa, Alejandro     | Sudiro Maltauro, Franco | Vanderland, Martín    |                     |                       |
| ------------------- | ----------------------- | --------------------- | ------------------- | --------------------- |
Draft 2011:
1.ª ronda: Vázquez Broquá, Juan Ignacio
Bajas 2011:
| Jugador          | Destino  |
| Cisneros, Carlos | Stand By |
| Ciruzzi, Diego   | Stand By |
| Crespo, Nicolás  | Stand By |
| ---------------- | -------- |
Plantel 2011
| Arrighi, Damián     | Bongiovanni, Hernán | Botto, Víctor Emanuel | Crivelli, Agustín       | Espetch, Ramiro    |
| Fracchia, Alejandro | Fracchia, Fernando  | González, Guillermo   | Haberl, Thomas          | Ibarra, Mario      |
| Irusta, Juan        | Jali, Pablo         | Lalín, Santiago       | Mardenlli, Jorge Daniel | Mihelj, Sebastián  |
| Morán, Francisco    | Palacio, Santiago   | Pérez Curiel, Joaquín | Reyes, Eduardo          | Román, Lucas       |
| Saettone, Nicolás   | Seisdedos, Guido    | Sosa, Alejandro       | Sudiro Maltauro, Franco | Vanderland, Martín |
| ------------------- | ------------------- | --------------------- | ----------------------- | ------------------ |
Franquicias 2012:
Abbruzzini, Sebastián
Fefercovich, Franco
Jiménez, Diego
Prada, Leonardo Ariel
Scala, Mauro
Voss, Alton
Draft 2012:
1.ª ronda: Ordóñez, Matías
2.ª ronda: Salto Lastra, Joaquín
3.ª ronda: Lo Giudice, Maximiliano
Bajas 2012:
| Jugador                      | Destino  |
| Arrighi, Damián              | Retiro   |
| Bongiovanni, Hernán          | Stand By |
| Crivelli, Agustín            | Retiro   |
| Espetch, Ramiro              | Stand By |
| Lalín, Santiago              | Retiro   |
| Reyes, Eduardo               | Retiro   |
| Román, Lucas                 | Retiro   |
| Sosa, Alejandro              | Retiro   |
| Vanderland, Martín           | Retiro   |
| Vázquez Broquá, Juan Ignacio | Retiro   |
| ---------------------------- | -------- |
Plantel 2012
| Abbruzzini, Sebastián   | Botto, Víctor Emanuel | Ciruzzi, Diego        | Cisneros Carlos         | Fefercovich, Franco     |
| Fracchia, Alejandro     | Fracchia, Fernando    | González, Guillermo   | Haberl, Thomas          | Ibarra, Mario           |
| Irusta, Juan            | Jali, Pablo           | Jiménez, Diego        | Lo Giudice, Maximiliano | Mardenlli, Jorge Daniel |
| Mihelj, Sebastián       | Ordóñez, Matías       | Palacio, Santiago     | Pérez Curiel, Joaquín   | Pérez Molina Ariel      |
| Prada, Leonardo Ariel   | Saettone, Nicolás     | Salto Lastra, Joaquín | Scala, Mauro            | Seisdedos, Guido        |
| Sudiro Maltauro, Franco | Voss, Alton           |                       |                         |                         |
| ----------------------- | --------------------- | --------------------- | ----------------------- | ----------------------- |
Franquicias 2013:
Ristori, Agustín
Romano, Ignacio
Obreque Mejías, Naín Alejandro (Proveniente de Volcanos, Chile)
Draft 2013:
1.ª ronda: Monstesano, Leandro
2.ª ronda: Parrado, Andrés
Bajas 2013:
| Jugador                 | Destino     |
| Fracchia, Fernando      | Legionarios |
| Lo Giudice, Maximiliano | Retiro      |
| Mardenlli, Jorge Daniel | Rosario     |
| Morán, Adolfo Francisco | Retiro      |
| Voss, Alton             | GVSU        |
| ----------------------- | ----------- |
Plantel 2013
| Abbruzzini, Sebastián   | Botto, Víctor Emanuel | Ciruzzi, Diego        | Fefercovich, Franco   | Fracchia, Alejandro |
| González, Guillermo     | Haberl, Thomas        | Ibarra, Mario         | Irusta, Juan          | Jali, Pablo         |
| Jiménez, Diego          | Mihelj, Sebastián     | Monstesano, Leandro   | Obreque, Naín         | Ordóñez, Matías     |
| Palacio, Santiago       | Parrado, Andrés       | Pérez Curiel, Joaquín | Prada, Leonardo Ariel | Ristori, Agustín    |
| Romano, Ignacio         | Saettone, Nicolás     | Salto Lastra, Joaquín | Scala, Mauro          | Seisdedos, Guido    |
| Sudiro Maltauro, Franco |                       |                       |                       |                     |
| ----------------------- | --------------------- | --------------------- | --------------------- | ------------------- |
Franquicias 2014:
Rodríguez Álvarez, Germán
Sandoval, Facundo
Mattioni, Mariano
Urzúa, Pedro (Proveniente de Cañoneros, Chile)
Draft 2014:
1.ª ronda: Pérsico, Martín
2.ª ronda: Podestá, Giancarlo
3.ª ronda: Zappia Bogado, Andrés
Bajas 2014:
| Jugador             | Destino  |
| Crespo, Nicolás     | Stand By |
| Fefercovich, Franco | Stand By |
| Fracchia, Alejandro | Retiro   |
| Jiménez, Diego      | Retiro   |
| Jali, Pablo         | Retiro   |
| Monstesano, Leandro | Retiro   |
| Romano, Ignacio     | Retiro   |
| Seisdedos, Guido    | Retiro   |
| ------------------- | -------- |
Plantel 2014
| Abbruzzini, Sebastián   | Botto, Víctor Emanuel | Ciruzzi, Diego        | González, Guillermo   | Haberl, Thomas            |
| Ibarra, Mario           | Irusta, Juan          | Mihelj, Sebastián     | Obreque, Naín         | Ordóñez, Matías           |
| Palacio, Santiago       | Parrado, Andrés       | Pérez Curiel, Joaquín | Prada, Leonardo Ariel | Rodríguez Álvarez, Germán |
| Ristori, Agustín        | Sandoval, Facundo     | Saettone, Nicolás     | Salto Lastra, Joaquín | Scala, Mauro              |
| Sudiro Maltauro, Franco | Urzúa, Pedro          |                       |                       |                           |
| ----------------------- | --------------------- | --------------------- | --------------------- | ------------------------- |
Franquicias 2015:
Ferreyra, Martín
Maidana, Pablo
Martínez Ortiz, Emerson
Sanabria, Alexis
Steinborn, Marcelo
Draft 2015:
Bajas 2015:
| Jugador                   | Destino  |
| Obreque, Nain             | Stand By |
| Prada, Leonardo Ariel     | Retiro   |
| Rodríguez Álvarez, Germán | Retiro   |
| ------------------------- | -------- |
Plantel 2015
| Abbruzzini, Sebastián | Botto, Víctor Emanuel | Ciruzzi, Diego          | Ferreyra, Martín  | González, Guillermo     |
| Haberl, Thomas        | Ibarra, Mario         | Irusta, Juan            | Maidana, Pablo    | Martínez Ortiz, Emerson |
| Mihelj, Sebastián     | Ordóñez, Matías       | Palacio, Santiago       | Parrado, Andrés   | Pérez Curiel, Joaquín   |
| Ristori, Agustín      | Sanabria, Alexis      | Sandoval, Facundo       | Saettone, Nicolás | Salto Lastra, Joaquín   |
| Scala, Mauro          | Steinborn, Marcelo    | Sudiro Maltauro, Franco | Urzúa, Pedro      |                         |
| --------------------- | --------------------- | ----------------------- | ----------------- | ----------------------- |
Franquicias 2016:
Baylac, Manuel
Moreno, Mariano
Quiñones, Cristián
Rolon, Juan
Draft 2016:
1.ª ronda: Rolleri, Carlos
2.ª ronda: Goldaracena, Lucas
3.ª ronda: Dorna, Francisco
Bajas 2016:
| Jugador                 | Destino   |
| Cisneros, Carlos        | Stand By  |
| González, Guillermo     | Corsarios |
| Irusta, Juan            | Stand By  |
| Mattioni, Mariano       | Retiro    |
| Martínez Ortiz, Emerson | Retiro    |
| Monstesano, Leandro     | Retiro    |
| Sandoval, Facundo       | Retiro    |
| Scala, Mauro            | Stand By  |
| Sudiro Maltauro, Franco | Stand By  |
| ----------------------- | --------- |

Plantel 2016
| Abbruzzini, Sebastián | Botto, Víctor Emanuel | Ciruzzi, Diego    | Crespo, Nicolás   | Goldaracena, Lucas    |
| Haberl, Thomas        | Ibarra, Mario         | Maidana, Pablo    | Mihelj, Sebastián | Moreno, Mariano       |
| Ordóñez, Matías       | Obreque, Nain         | Palacio, Santiago | Parrado, Andrés   | Pérez Curiel, Joaquín |
| Podesta, Giancarlo    | Quiñones, Cristián    | Rolleri, Carlos   | Rolón, Juan       | Sanabria, Alexis      |
| Saettone, Nicolás     | Steinborn, Marcelo    | Urzúa, Pedro      | Zappia, Andrés    |                       |
| --------------------- | --------------------- | ----------------- | ----------------- | --------------------- |
Franquicias 2017:
Velôso Filho, Harison Heim
Morales, Javier
Persico, Federico
Rozas, Ignacio
Draft 2017:
1.ª ronda: Riecke, Lars
2.ª ronda: Maceri, Fernando
Bajas 2017:
| Jugador               | Destino  |
| Baylac, Manuel        | Retiro   |
| Bongiovanni, Hernán   | Retiro   |
| Crespo, Nicolás       | Stand By |
| Dorna, Francisco      | Retiro   |
| Fracchia, Alejandro   | Retiro   |
| Palacio, Santiago     | Stand By |
| Pérez Curiel, Joaquín | Stand By |
| Podesta, Giancarlo    | Stand By |
| --------------------- | -------- |

Plantel 2017
| Abbruzzini, Sebastián | Botto, Víctor Emanuel | Ciruzzi, Diego             | Especht, Ramiro    | Ferreyra, Martín |
| Goldaracena, Lucas    | Ibarra, Mario         | Irusta, Juan               | Maidana, Pablo     | Maceri, Fernando |
| Mihelj, Sebastián     | Morales, Javier       | Moreno, Mariano            | Ordóñez, Matías    | Obreque, Nain    |
| Parrado, Andrés       | Quiñones, Cristián    | Riecke, Lars               | Rolleri, Carlos    | Rolón, Juan      |
| Rozas, Ignacio        | Sanabria, Alexis      | Saettone, Nicolás          | Steinborn, Marcelo | Urzúa, Pedro     |
| Persico, Martín       | Persico, Federico     | Velôso Filho, Harison Heim | Zappia, Andrés     |                  |
| --------------------- | --------------------- | -------------------------- | ------------------ | ---------------- |
Franquicias 2018:
Bigioni, Alfredo
Torres Junges, Juan Manuel
Cardona Flores, Luis Felipe
Schmeigel, Matias
Llavona, Jonathan
Draft 2018:
1.ª ronda: Pietrogallo, Álex
2.ª ronda: Rojas, Juan Cruz
Bajas 2018:
| Jugador              | Destino      |
| Obreque, Nain        | Retiro       |
| Ordóñez, Matías      | Stand By     |
| Maidana, Pablo       | Stand By     |
| Morales, Javier      | Retiro       |
| Saettone, Nicolas    | Head Coach   |
| Rolón, Juan Santiago | Stand By     |
| Pérez Molina, Ariel  | Osos Polares |
| Moreno, Mariano      | Stand By     |
| -------------------- | ------------ |

Franquicias 2019:
Fernández Mingoni, Martin Leandro
González, Iván Matias
Altas 2019:
| Jugador                    | Origen      |
| Esqueda Tineo, Jean Pierre | Tiburones   |
| Romero Vargas, Héctor      | Tiburones   |
| Solís, Ezequiel Gastón     | Tiburones   |
| Benítez, Mario Luciano     | Legionarios |
| Burgos Montesano, Lucas    | Tiburones   |
| Sosa Ferraro, Matías       | Legionarios |
| -------------------------- | ----------- |
Draft 2019:
1.ª ronda: Labriola, Mateo
2.ª ronda: Umerez, Sebastián
3.ª ronda: Casella, Rubén
4.ª ronda: Becerra, Gonzalo
Bajas 2019:
| Jugador                 | Destino   |
| Abbruzzini, Sebastián   | Stand By  |
| Mihelj, Sebastián       | Stand By  |
| Palacio, Santiago       | Retiro    |
| Pietrogallo, Álex       | Retiro    |
| Pérez Curiel, Joaquín   | Tiburones |
| Scala, Mauro            | Retiro    |
| Sudiro Maltauro, Franco | Stand By  |
| ----------------------- | --------- |
Franquicias 2021:
Abbruzzini, Alejo
León, Andrés
Mokotoff, Iván Alejandro
Moreno Posada, Augusto
Rivara, Julián
Salatino, Gianluca
Salazar Hernández, Harold Eduardo
Sánchez, Matias Alejandro
Altas 2021:
| Jugador | Origen |
| ------- | ------ |
Draft 2021:
Bajas 2021:
| Jugador                    | Destino     |
| Becerra, Gonzalo Martin    | Stand By    |
| Botto, Víctor Emanuel      | Legionarios |
| Burgos Montesano, Lucas    | Retiro      |
| Especht, Ramiro            | Stand By    |
| Esqueda Tineo, Jean Pierre | Retiro      |
| Haberl, Thomas             | Retiro      |
| Ibarra, Mario              | Retiro      |
| Irusta, Juan               | Stand By    |
| Maceri, Fernando           | Retiro      |
| Parrado, Andrés            | Retiro      |
| Persico, Federico          | Stand By    |
| Sanabria, Alexis           | Stand By    |
| Solís, Ezequiel Gastón     | Retiro      |
| Sosa Ferraro, Matías       | Retiro      |
| Velôso Filho, Harison Heim | Retiro      |
| Torres Junge, Juan Manuel  | Retiro      |
| -------------------------- | ----------- |

Plantel 2021
| Abbruzzini, Sebastián     | Abbruzzini, Alejo    | Aguilera, Rodrigo Adrián   | Benítez, Mario Luciano    | Bigioni, Alfredo                  |
| Cardona Flores, Luis      | Casella, Rubén Darío | Ciruzzi, Diego             | Cisneros, Carlos          | Fernández Mingoni, Martin Leandro |
| Ferreyra, Martín          | Goldaracena, Lucas   | González, Iván Matias      | Maidana, Pablo            | Mihelj, Sebastián                 |
| Mokotoff, Iván Alejandro  | Moreno, Mariano      | Moreno Posada, Augusto     | Labriola, Mateo Guillermo | Llavona, Jonathan                 |
| León, Andrés              | Ordóñez, Matías      | Riecke, Lars               | Rojas, Juan Cruz          | Romero Vargas, Héctor             |
| Rolleri, Carlos           | Rozas, Ignacio       | Rivara, Julián             | Salatino, Gianluca        | Salazar Hernández, Harold Eduardo |
| Sánchez, Matías Alejandro | Sanabria, Alexis     | Steinborn, Marcelo         | Schmeigel, Matias         | Persico, Martín                   |
| Umerez, Sebastián         | Urzúa, Pedro         | Velôso Filho, Harison Heim | Zappia, Andrés            |                                   |
| ------------------------- | -------------------- | -------------------------- | ------------------------- | --------------------------------- |
Franquicias 2022:
Alessandri, Ignacio
Baiocchi lora, Bautista
Branvati, Martin
Convey Acuña, Juan Carlos
Cormack, Ignacio
Francis, Daniel
Gimenez, Lautaro
Hernandez, Drazen
López, Leonardo
Siricman, Ignacio

Altas 2022:
| Jugador | Origen |
| ------- | ------ |
Draft 2022:
1.ª ronda: Bates, Rodrigo Emmanuel
2.ª ronda: Lupidi, Tomas
3.ª ronda: Steinmann, Geremias
4.ª ronda: Caironi, Tomas
5.ª ronda: Vila, Juan Cruz
6.ª ronda: Attas, Tomas
Bajas 2022:
| Jugador                           | Destino  |
| Aguilera, Rodrigo Adrián          | Stand By |
| León, Andrés                      | Stand By |
| Maidana, Pablo                    | Stand By |
| Moreno Posada, Augusto            | Stand By |
| Rivara, Julián                    | Stand By |
| Rojas, Juan Cruz                  | Stand By |
| Romero Vargas, Héctor             | Stand By |
| Salazar Hernández, Harold Eduardo | Stand By |
| Sánchez, Matías Alejandro         | Stand By |
| --------------------------------- | -------- |

Plantel 2022
| Abbruzzini, Sebastián             | Abbruzzini, Alejo         | Alessandri, Ignacio       | Attas, Tomas      | Baiocchi lora, Bautista |
| Benítez, Mario Luciano            | Bigioni, Alfredo          | Branvati, Martin          | Caironi, Tomas    | Cardona Flores, Luis    |
| Casella, Rubén Darío              | Convey Acuña, Juan Carlos | Ciruzzi, Diego            | Cisneros, Carlos  | Cormack, Ignacio        |
| Fernández Mingoni, Martin Leandro | Ferreyra, Martín          | Francis, Daniel           | Gimenez, Lautaro  | Goldaracena, Lucas      |
| González, Iván Matias             | González, Jose Alfonso    | Hernández, Drazen         | Medina, Juan Cruz | Mihelj, Sebastián       |
| Mokotoff, Iván Alejandro          | Moreno, Mariano           | Labriola, Mateo Guillermo | Llavona, Jonathan | Lupidi, Tomas           |
| Ordóñez, Matías                   | Riecke, Lars              | Rolleri, Carlos           | Rozas, Ignacio    | Salatino, Gianluca      |
| Steinborn, Marcelo                | Schmeigel, Matias         | Persico, Martín           | Umerez, Sebastián | Urzúa, Pedro            |
| Vila, Juan Cruz                   | Zappia, Andrés            |                           |                   |                         |
| --------------------------------- | ------------------------- | ------------------------- | ----------------- | ----------------------- |
Franquicias 2023:
Alonso, Ariel
Cirelo, Mauro
De Figuereido, Eduardo
Fattore, Nicolas
Fernandez, Osvaldo
Gallo, Juan Cruz
Kiverling, Erick Fabian
Latuf, Nicolas
Perez, Maximiliano
Scravaglieri, Lucas
Tenuta, Franco
Vigil, Manuel
Draft 2023:
1.ª ronda: Cheng, Mariano
2.ª ronda: La Bella, Agustin
Bajas 2023:
| Jugador                   | Destino   |
| Abbruzzini, Alejo         | Stand By  |
| Attas, Tomas              | Lesión    |
| Baiocchi lora, Bautista   | Stand By  |
| Bates, Rodrigo Emmanuelv  | Lesión    |
| Branvati, Martin          | Stand By  |
| Cisneros, Carlos          | Stand By  |
| Ciruzzi, Diego            | Stand By  |
| Convey Acuña, Juan Carlos | Stand By  |
| Gimenez, Lautaro          | Stand By  |
| Mokotoff, Iván Alejandro  | Corsarios |
| Ordóñez, Matías           | Stand By  |
| Siricman, Ignacio         | Stand By  |
| Sosa Ferraro, Matías      | Stand By  |
| Steinborn, Marcelo        | Jabalíes  |
| Steinmann, Geremias       | Stand By  |
| Sudiro Maltauro, Franco   | Stand By  |
| ------------------------- | --------- |

Plantel 2023
| Alessandri, Ignacio    | Alonso, Ariel        | Benítez, Mario Luciano    | Bigioni, Alfredo    | Attas, Tomas                      |
| Caironi, Tomas         | Cardona Flores, Luis | Casella, Rubén Darío      | Cheng, Mariano      | Cirelo, Mauro                     |
| Cisneros, Luciano      | Cormack, Ignacio     | De Figuereido, Eduardo    | Fattore, Nicolas    | Fernández Mingoni, Martin Leandro |
| Fernandez, Osvaldo     | Francis, Daniel      | Gallo, Juan Cruz          | Goldaracena, Lucas  | González, Iván Matias             |
| González, Jose Alfonso | Hernández, Drazen    | Kiverling, Erick Fabian   | La Bella, Agustin   | Labriola, Mateo Guillermo         |
| Latuf, Nicolas         | Llavona, Jonathan    | Lopez, Leonardo           | Lupidi, Tomas       | Medina, Juan Cruz                 |
| Mihelj, Sebastián      | Perez, Maximiliano   | Persico, Martín           | Riecke, Lars        | Rozas, Ignacio                    |
| Salatino, Gianluca     | Sanabria, Alexis     | Sánchez, Matías Alejandro | Scravaglieri, Lucas | Tenuta, Franco                    |
| Urzúa, Pedro           | Vigil, Manuel        | Vila, Juan Cruz           | Zappia, Andrés      |                                   |
| ---------------------- | -------------------- | ------------------------- | ------------------- | --------------------------------- |
Franquicias 2024:
Alvarado, Gabriel
Cena, Lautaro
Correa, Fernando
Cresseri, Facundo
Gonzalez , Nicolas
Gutierrez, Gonzalo
Irribarra, Juan Enrique
Latuf, Sebastian
Mata, Claudio
Pennella, Joaquin
Perla, Ignacio
Schiaffino, Gasto
Soto, Samuel
Draft 2024:
1.ª ronda: Dacuy, Alex
2.ª ronda: Natalini, Matteo
Libres 2024:
Bustos, Abel Mauro Luciano
Bajas 2024:
| Jugador                 | Destino  |
| Cirelo, Mauro           | Stand By |
| De Figuereido, Eduardo  | Stand By |
| Francis, Daniel         | Stand By |
| González, Jose Alfonso  | Stand By |
| Kiverling, Erick Fabian | Lesión   |
| La Bella, Agustin       | Stand By |
| Mihelj, Sebastián       | Retiro   |
| Sanabria, Alexis        | Retiro   |
| Vila, Juan Cruz         | Stand By |
| Zappia, Andrés          | Retiro   |
| ----------------------- | -------- |

Franquicias 2025:
Ascaso, Juan Cruz
Cepeda Gonzalez, Brayan Estiven
Desse, Alejo Nehuen
Fabro, Martin
Gallardo, Gonzalo Emanuel
Lieker Lemoine, Franco Maximo
Montiel, Marcos
Draft 2025:
1.ª ronda: Cresta, Federico
2.ª ronda: Valenti, Juan Agustin
3.ª ronda: Vivas Perez, Douglas Leonardo
Trade 2025:
Gejo, Martin Manuel Legionarios
Bajas 2025:
| Jugador                   | Destino     |
| Alonso, Ariel             | Stand By    |
| Casella, Rubén Darío      | Stand By    |
| Cheng, Mariano            | Stand By    |
| Cormack, Ignacio          | Stand By    |
| Fattore, Nicolas          | Stand By    |
| Gallo, Juan Cruz          | Stand By    |
| Medina, Juan Cruz         | Legionarios |
| Natalini, Matteo          | Stand By    |
| Perez, Maximiliano        | Tiburones   |
| Sánchez, Matías Alejandro | Stand By    |
| Scravaglieri, Lucas       | Stand By    |
| Tenuta, Franco            | Stand By    |
| ------------------------- | ----------- |

### Plantel 2025
01  Desse, Alejo Nehuen
02  Dacuy, Alex
03  Cisneros, Luciano
05  Lopez, Leonardo
07  Schiaffino, Gaston
08  Benítez, Mario Luciano
09  Lupidi, Tomas
11  Labriola, Mateo Guillermo
12  Caironi, Tomas
14  Gallardo, Gonzalo Emanuel
16  Alvarado, Gabriel
18  Alessandri, Ignacio
19  Cresta, Federico
23  Cena, Lautaro
24  Hernández,	Drazen
25  Aguilera, Rodrigo Adrian
28  Irusta Cornet, Juan Ignacio
30  Fabro, Martin
31  Casella, Rubén Darío
32  Vivas Perez, Douglas Leonardo
33  Goldaracena, Lucas
34  Cresseri, Facundo
35  Ascaso, Juan Cruz
36  Vigil De Maio, Manuel
40  Salatino, Gianluca
41  Gimenez Gerez, Lautaro Nicolas
43  González, Iván Matias
45  Cepeda Gonzalez, Brayan Estiven
55  Abbruzini, Sebastian Jorge
58  Riecke, Lars
59  Cardona Flores, Luis
61	 Montiel, Marcos
63	 Gutierrez, Gonzalo
66  Gejo, Martin Manuel
67  Latuf, Nicolas
69  Irribarra, Juan Enrique
70  Latuf, Sebastian
74  Cisneros, Carlos
75  Rozas, Ignacio
80	 Perla, Ignacio
81  Soto, Samuel
82  Bigioni, Alfredo
83  Burgos Montesano, Lucas
84	 Valenti, Juan Agustin
87  Urzúa, Pedro
88  Bates, Rodrigo Emmanuel
89  Persico, Martín
91  Fernandez, Osvaldo
93  Gonzalez, Nicolas
99  Bustos, Abel Mauro Luciano

## Entrenadores
| Periodo   | Nombre              |
| --------- | ------------------- |
| 2005      | González, Guillermo |
| 2006-2015 | Jiménez, Luis       |
| 2016-2017 |                     |
| 2018-2022 | Saettone, Nicolas   |
| 2023      | Gutierrez, Martin   |
| 2024-     | Urzúa, Pedro        |

## Salón de la fama de Cruzados
| Números retirados de Cruzados |                 |        |         |
| Núm.                          | Jugador         | Posic. | Temp.   |
| 10                            | Raúl De la Rosa | LB     | 2006-09 |

| Salón de la Fama de Cruzados |                       |          |                        |
| Número                       | Nombre                | Posición | Distinción             |
| 10                           | Raúl De la Rosa       | LB       | Defensivo del año 2006 |
| 10                           | Raúl De la Rosa       | LB       | Defensivo del año 2008 |
| 11                           | Mauro Scala           | FS       | Defensivo del año 2013 |
| 11                           | Mauro Scala           | WR/FS    | MVP del año 2013       |
| 11                           | Mauro Scala           | FS       | Defensivo del año 2015 |
| 13                           | Thomas Haberl         | QB       | MVP de la Final 2008   |
| 13                           | Thomas Haberl         | QB       | MVP de la Final 2009   |
| 13                           | Thomas Haberl         | QB       | MVP del año 2014       |
| 13                           | Thomas Haberl         | QB       | Ofensivo del año 2014  |
| 14                           | Salto Lastra, Joaquín | RB       | Novato del año 2012    |
| 20                           | Joaquín Pérez Curiel  | LB       | Defensivo del año 2014 |
| 45                           | Riecke, Lars          | LB       | Novato del año 2017    |
| 82                           | Nicolás Crespo        | RB       | MVP del año 2009       |

## Resumen Temporadas de Cruzados
| Temporada | Liga  | Temporada regular | Temporada regular | Temporada regular | Temporada regular | Temporada regular | Temporada regular | Resultados postemporada                                                           |  |
| Temporada | Liga  | Finalizó          | Ganados           | Perdidos          | Empatados         | Puntos a Favor    | Puntos en Contra  | Resultados postemporada                                                           |  |
| --------- | ----- | ----------------- | ----------------- | ----------------- | ----------------- | ----------------- | ----------------- | --------------------------------------------------------------------------------- |  |
| 2005      | Faarg | 4.º               | 2                 | 7                 | 0                 | 47                | 83                | Finalizó último en la temporada                                                   |  |
| 2006      | Faarg | 4.º               | 4                 | 4                 | 0                 | 126               | 67                |                                                                                   |  |
| 2007      | Faarg | 5.º               | 3                 | 7                 | 0                 | 80                | 132               |                                                                                   |  |
| 2008      | Faarg | 4.º               | 6                 | 4                 | 0                 | 170               | 127               | Ganó a Tiburones (8–0) Ganó a Jabalíes (36–26) Logra su primer campeonato         |  |
| 2009      | Faarg | 1.°               | 8                 | 1                 | 0                 | 182               | 106               | Ganó a Legionarios (24–0) Ganó a Jabalíes (38–13) Logra el bicampeonato           |  |
| 2010      | Faarg | 1.°               | 8                 | 1                 | 0                 | 260               | 114               | Perdió contra Jabalíes (6–12)                                                     |  |
| 2011      | Faarg | 3.º               | 5                 | 5                 | 0                 | 160               | 152               | Perdió contra Legionarios (14–28)                                                 |  |
| 2012      | Faarg | 1.°               | 5                 | 0                 | 0                 | 172               | 45                | Ganó a Tiburones (20–19) Perdió contra Corsarios (19–20)                          |  |
| 2013      | Faarg | 2.º               | 8                 | 2                 | 0                 | 222               | 130               | Ganó a Corsarios (38–0) Ganó a Tiburones (15–14) Logra el tricampeonato           |  |
| 2014      | Faarg | 1.°               | 8                 | 2                 | 0                 | 206               | 97                | Ganó a Legionarios (35–7) Ganó a Tiburones (27–0) Logra el tetracampeonato        |  |
| 2015      | Faarg | 2.º               | 5                 | 5                 | 0                 | 190               | 133               | Perdió contra Corsarios(6–40)                                                     |  |
| 2016      | Faarg | 5.º               | 4                 | 6                 | 0                 | 136               | 160               |                                                                                   |  |
| 2017      | Faarg | 4.º               | 3                 | 7                 | 0                 | 121               | 152               | Perdió contra Corsarios(14–41)                                                    |  |
| 2018      | Faarg | 3.º               | 6                 | 2                 | 2                 | 294               | 110               | Perdió contra Jabalíes (6–7)                                                      |  |
| 2019      | Faarg | 6.º               | 1                 | 8                 | 0                 | 79                | 272               |                                                                                   |  |
| 2020      | Faarg | '                 | 0                 | 0                 | 0                 | 0                 | 0                 |                                                                                   |  |
| 2021      | FABA  | 4.º               | 2                 | 2                 | 1                 | 70                | 53                | Ganó a Legionarios (17–14) Ganó a Tiburones (27–12) Perdió contra Jabalíes (7-24) |  |
| 2022      | FABA  | 3.º               | 5                 | 5                 | 0                 | 160               | 162               | Perdió contra Jabalíes (7–37)                                                     |  |
| 2023      | FABA  | 5.º               | 2                 | 7                 | 1                 | 84                | 249               |                                                                                   |  |
| 2024      | FABA  | 6.º               | 1                 | 9                 | 0                 | 108               | 237               |                                                                                   |  |
| 2025      | FABA  | 5.º               | 1                 | 3                 | 0                 | 66                | 85                |                                                                                   |  |
| Total     | Total | Total             | 87                | 87                | 4                 | 2935              | 2666              |                                                                                   |  |